# Мальцев Віктор Іванович
Віктор Іванович Мальцев (рос. Виктор Иванович Мальцев; 25 квітня 1895 — 1 серпня 1946, Москва) — полковник Червоної армії (1936). Учасник «власовського» руху. Генерал-майор і командувач Військово-повітряними силами Комітету визволення народів Росії (КОНР, 1945).

## Біографія
Народився в селянській родині. У 1918 році добровільно вступив до Червоної армії, закінчив Єгор'євську школу військових льотчиків (1919), учасник Громадянської війни. У 1918-1921, 1925-1938 і 1940-1941 — член Комуністичної партії. У 1921 році був виключений за підозрою в родинних стосунках з великим підприємцем Мальцевим, в 1938 — в зв'язку з арештом.
Був інструктором Єгор'євської школи військових льотчиків, за деякими даними, був одним з інструкторів В. П. Чкалова. У 1925-1927 - начальник Центрального аеродрому під Москвою, в 1927-1931 роках — помічник начальника, з 1931 року — начальник Управління ВПС Сибірського військового округу, потім перебував у резерві. З 1936 року — полковник. З 1937 року — начальник Туркменського управління Цивільного повітряного флоту.
11 березня 1938 був заарештований органами НКВС за звинуваченням в усаті у «антирадянській військовій змові»; утримувався в Ашхабадському управлінні НКВС, де піддавався тортурам, винним себе не визнав. 5 вересня 1939 року звільнений, реабілітований, але не повернувся на важливу керівну роботу, а в грудні 1939 був призначений начальником санаторію «Аерофлоту» в Ялті.

### В рядах Комітету визволення народів Росії
У листопаді 1941 року, після заняття Ялти німецькими військами, з'явився в формі полковника ВПС Червоної армії в німецьку комендатуру і заявив про прагнення боротися з більшовиками. Деякий час провів у таборі військовополонених (як старший офіцер запасу), після звільнення відмовився зайнятися виявленням радянських і партійних працівників, які залишилися в місті. Тоді німецька влада доручили йому перевірити роботу ялтинської міської управи — у ході перевірки виявив в її роботі великі недоліки. Після цього, в березні 1942 погодився стати бургомістром Ялти, але вже в травні був зміщений з цієї посади як колишній член компартії. З вересня 1942 року був мировим суддею в Ялті. З грудня того ж року займався формуванням антирадянських військових формувань. Великим тиражем (50 тисяч примірників) була опублікована написана ним книга «Конвеєр ГПУ», присвячена його арешту і ув'язненню, яка активно використовувалася в німецькій пропагандистській роботі.
У 1943 році почав формування Російської східної авіаційної групи. Зокрема, відвідував табори військовополонених, агітуючи льотчиків вступати в цю військову частину. У 1944 році виступав з антисталінськими промовами по радіо і в таборах військовополонених. У тому ж році керував формуванням декількох авіаційних груп з числа полонених радянських льотчиків для перегонки літаків з німецьких заводів в діючі частини німецької армії.
З осені 1944 року керував формуванням у Хебі (Чехія) авіаційної частини, яка в лютому 1945 склала основу ВПС Комітету визволення народів Росії (КОНР). У тому ж місяці став командувачем ВПС КОНР з присвоєнням військового звання генерал-майора. До весни 1945 до складу ВПС КОНР входили до 5 тисяч осіб, включаючи авіаційний полк, укомплектований льотним складом і матеріальною частиною (40-45 літаків), полк зенітної артилерії, парашутно-десантний батальйон, окрема рота зв'язку. Командні пости в авіаційному полку займали як льотчики з числа емігрантів, так і два  Герої Радянського Союзу — Семен Бичков і Броніслав Антілевський. Штаб ВПС КОНР розташовувався в Маріанські Лазні.
30 квітня 1945 разом зі своїми підлеглими здався представникам 3-ї американської армії, утримувався в американських таборах військовополонених в Німеччині і Франції (в Шербурі). У серпні 1945 року був переданий представникам радянського командування, намагався накласти на себе руки і завдав собі важке поранення — перерізав горло.

## В'язниця, суд і страта
З 1945 року утримувався в Бутирській в'язниці в Москві (спочатку в тюремній лікарні). Історик К. М. Александров, який вивчав матеріали справи Власова і його оточення, писав, що «матеріалів Мальцева практично немає, є дата, кілька питань, відповідей, свідчень немає. Це говорить, що на процесі він показань ніяких практично не давав». Непередбачуваність поведінки Мальцева, як і деяких інших «власовців» (існували побоювання, що підсудні можуть почати викладати свої погляди, які «об'єктивно збігаються з настроями певної частини населення, незадоволеної Радянською владою»), привела до того, що судовий процес над ними був оголошений закритим . На суді визнав себе винним. Засуджений до смертної кари Військовою колегією Верховного суду СРСР. 1 серпня 1946 року повішений у дворі Бутирської в'язниці. Останки страчених кремували і поховали в безіменному рові Донського монастиря.

## Нагороди
- Орден Червоного Прапора (СРСР) — позбавлений в 1946 році.
- Медаль «XX років Робітничо-Селянській Червоній Армії» (СРСР) — позбавлений в 1946 році.
- Відзнака для східних народів 1-го класу в золоті з мечами (Третій Рейх)